# Cryptus crassulus
Cryptus crassulus là một loài tò vò trong họ Ichneumonidae.